# Сан Пио (Л’Аквила)
Сан Пио (итал. San Pio) је насеље у Италији у округу Л'Аквила, региону Абруцо.
Према процени из 2011. у насељу је живело 50 становника. Насеље се налази на надморској висини од 755 м.